# Pat Carroll
Patricia Angela Ann Bridget 'Pat' Carroll (Shreveport (Louisiana), 5 mei 1927 - Cape Cod (Massachusetts), 30 juli 2022) was een Amerikaanse actrice en stemactrice.

## Biografie
Carroll werd geboren in Shreveport, en op vijfjarige leeftijd verhuisde zij met haar familie naar Los Angeles. Zij doorliep de high school aan de Immaculate Heart High School in Los Angeles en hierna studeerde zij af aan de Katholieke Universiteit van Amerika in Washington D.C.. 
Carroll begon in 1948 met acteren in de film Hometown Girl, waarna zij nog meerdere rollen speelde in films en televisieseries. Zij is ook actief in het theater, zij maakte haar debuut op Broadway in 1955 in de musical Catch a Star!. 
Carroll was van 1955 tot en met 1976 getrouwd en heeft drie kinderen (waaronder actrice Tara Karsian).
Ze overleed op 95-jarige leeftijd.

## Filmografie

### Films
Selectie:
- 2011 Bridesmaids – als oude vrouw in auto
- 2010 Sammy's Adventures: The Secret Passage – als oude schildpad (stem)
- 2007 Nancy Drew – als huurbazin
- 2007 Freedom Writers – als Miep Gies
- 2000 The Little Mermaid II: Return to the Sea – als Morgana (stem)
- 1995 A Goofy Movie – als stem
- 1989 The Little Mermaid – als Ursula (stem)
- 1988 Tonari no Totoro – als Nanny (stem)
- 1968 With Six You Get Eggroll – als Maxine Scott

### Televisieseries
Uitgezonderd eenmalige gastrollen.
- 2017-2018 Tangled: The Series - als oude vrouw Crowley (stem) - 4 afl.
- 2005 ER – als Rebecca Chadwick – 3 afl.
- 2002 House of Mouse – als Ursula (stem) – 3 afl.
- 1993-1994 The Little Mermaid – als Ursula (stem) – 4 afl.
- 1987-1989 She's the Sheriff – als Gussie Holt – 45 afl.
- 1986-1987 Pound Puppies – als Katrina Stoneheart – 26 afl.
- 1986-1987 Too Close for Comfort – als mrs. Hope Stinson – 20 afl.
- 1986-1987 Foofur – als Hazel – 16 afl.
- 1986 Galaxy High School - als ms. Biddy McBrain - 13 afl.
- 1985 Trapper John, M.D. – als tante Mo - 2 afl.
- 1977 Busting Loose – als Pearl Markowitz – 12 afl.
- 1971-1972 Getting Together – als Rita Simon – 14 afl.
- 1962-1964 The Red Skelton Show – als Clara Appleby – 3 afl.
- 1961-1964 Make Room for Daddy – als Bunny Halper – 41 afl.

### Computerspellen
- 2022 Disney Dreamlight Valley - als Ursula
- 2012 Sorcerers of the Magic Kingdom - als Ursula
- 2012 Disney Princess: My Fairytale Adventure - als Ursula
- 2012 Kingdom Hearts 3D: Dream Drop Distance – als Ursula
- 2007 Kingdom Hearts II: Final Mix+ – als Ursula
- 2005 Kingdom Hearts II – als Ursula
- 2002 Kingdom Hearts – als Ursula

## Prijzen

### Primetime Emmy Award
- 1958 in de categorie Beste Actrice in een Bijrol in een Comedyserie met de televisieserie Ceasar's Hour - genomineerd.
- 1957 in de categorie Beste Actrice in een Bijrol met de televisieserie Çeasar's Hour - gewonnen.

### Daytime Emmy Award
- 1995 in de categorie Uitstekende Actrice in een Kinderfilm met de film The Royale - genomineerd.

### Grammy Award
- 1995 in de categorie Beste Zang voor Kinderen met de film The Little Mermaid - gewonnen.

### Independent Spirit Award
- 2001 in de categorie Beste Actrice in een Bijrol met de film Songcatcher - genomineerd.

### Sundance Film Festival
- 2000 in de categorie Speciale Jury Prijs met de film Songcatcher - gewonnen.

## TheaterwerkBroadway
- 1998-1999 Electra – toneelstuk – als Chorus of Mycenae
- 1992 The Show Off – toneelstuk – als Mrs. Fisher
- 1985 Dancing in the End Zone – toneelstuk – als Madeleine Bernard
- 1955 Catch a Star! – musical – als Trixie / meisje in Vegas / Southern Belle / moeder / Mrs. Ennis

- Gemeinsame Normdatei: 1287693652
- International Standard Name Identifier: 0000 0000 7399 3382
- Library of Congress Control Number: n94051801
- MusicBrainz: 94777427-0d93-4217-96e0-db99823872fd
- Nationale Bibliotheek van Israël: 987007322047005171
- SNAC: w6253wdf
- Virtual International Authority File: 265864000
- WorldCat: E39PBJyrR67Q7GqHcPrWbkHBfq